# Григорьево (Калининский район)
Григорьево — деревня в Калининском районе Тверской области. Относится к Славновскому сельскому поселению. 

## География
Деревня расположена на берегу реки Орша в 9 км на северо-восток от центра поселения деревни Славное и в 27 км к северо-востоку от Твери.

## История
В 1744 году в селе Богоявленском была построена деревянная Богоявленская церковь с 3 престолами.
В конце XIX — начале XX века село входило в состав Арининской волости Тверского уезда Тверской губернии. 
С 1929 года деревня входила в состав Почеповского сельсовета Тверского района Тверского округа Московской области, с 1935 года — в составе Славновского сельсовета Кушалинского района Калининской области, с 1956 года — в составе Калининского района, с 2005 года — в составе Славновского сельского поселения.

## Население
| 1859 | 1886 | 2002 | 2010 |
| ---- | ---- | ---- | ---- |
| 147  | ↘63  | ↘10  | ↘7   |